# Karijeeranahalli, Nagamangala
Karijeeranahalli là một làng thuộc tehsil Nagamangala, huyện Mandya, bang Karnataka, Ấn Độ.